# Chrám Serafima Sarovského
Chrám Serafima Sarovského a ochrany Matky Boží (fr. Église Saint-Séraphin-de-Sarov et la protection de la Mère de Dieu) je pravoslavný chrám v 15. obvodu v Paříži. Je umístěn ve dvoře budovy č. 91 v ulici Rue Lecourbe. Chrám slouží ruské pravoslavné církvi a je zasvěcen Serafimu Sarovskému. Vysvětil ho v roce 1933 metropolita Euloge. Byzantský ritus probíhá ve francouzském a ruském jazyce. Zajímavostí jsou kmeny dvou stromů vyrůstající uvnitř budovy, z nichž jeden je živý.